# Moinho da Quintinha
O Moinho da Quintinha, igualmente conhecido como Moinho de Vento das Cumeadas ou Moinho Municipal da Quintinha, é um moinho de vento em Santiago do Cacém, na região do Alentejo, em Portugal.

## Descrição e história
Possui uma estrutura em alvenaria, composta por uma torre tronco-cónica e capelo giratório, que funciona através de um sistema de sarilho. Situa-se na área das Cumeadas, e fazia parte de uma rede de moinhos em redor da cidade de Santiago do Cacém, que funcionavam antes do desenvolvimento industrial da região. É considerado um dos principais símbolos do concelho e da cidade em si. Está integrado na Rota dos Museus de Santiago do Cacém, que inclui igualmente o Museu Municipal de Santiago do Cacém, as Ruínas Romanas de Miróbriga, o Museu Rural de Abela, o Museu de Arqueologia de Alvalade e o Museu da Farinha de São Domingos.
Tal como outros moinhos, encontrava-se em risco de desaparecer, motivo pelo qual foi alvo de obras de reabilitação por parte da Câmara Municipal, que o mantém em condições de funcionamento desde 1982. É utilizado ainda pelos habitantes das redondezas, que usam as farinhas para a produção de pão caseiro e papas de milho, e como ração para os animais domésticos.
Em 2002, os Moinhos da Quintinha, do Paneiro e da Cerca Velha e a Azenha do Rio da Figueira foram integrados no percurso temático EUROMILLS – Cultura e Salvaguarda dos Moinhos Europeus, para a promoção e preservação do património molinológico, que foi apoiado pela União Europeia através do Programa Cultura 2000.
Em 9 de Julho de 2011 o moinho deixou de funcionar devido a uma fissura no antigo mastro, embora continuasse aberto ao público. Desta forma, em 2016 voltou a ser restaurado pela autarquia, tendo este programa incluído uma intervenção no roço, um anel de pedra onde roda o capelo, a substituição das oito varas, dos antigos cabos de aço por cordas novas, das rodas de azinho para a rotação do capelo, e das madeiras do piso da sala de moagem, e a instalação de uma escada de lanço único em madeira, que permite o acesso aos três níveis do moinho, e de um varandim em madeira. Esta intervenção envolveu um investimento de cerca de 32 mil Euros. Voltou a entrar em funcionamento em 7 de Abril de 2017, como parte das comemorações do Dia Nacional dos Moinhos e dos Moinhos Abertos. Em Novembro desse ano, foi organizada uma visita ao moinho, no âmbito da quinta edição do Colóquio da Rede de Museus Rurais do Sul, que teve lugar em São Domingos. Também em 2017, o Moinho da Quintinha foi nomeado para os prémios da Revista Mais Alentejo, na categoria Mais Tradição.
Em 2022, a fotografia Moinho de Vento da Quintinha, de Henrique Miguel Pires Cantigas Figueira, foi a vencedora do primeiro prémio do Concurso de Fotografia Num instante…um novo olhar, organizado pela Câmara Municipal de Santiago do Cacém. A Rota dos Museus do município de Santiago do Cacém, que incluía o Moinho da Quintinha, ganhou um prémio Mais Alentejo em 2023, na categoria mais património.